# Valàquia
Valàquia (en romanès Țara Românească, literalment 'país romanès'; i també Vlahia o Valahia; en turc Iflak) fou un principat romanès de l'Europa oriental des de la baixa edat mitjana fins a mitjan segle xix.
La capital canvià amb el temps, de Curtea de Argeș a Târgovişte i, finalment, a Bucarest.

## Geografia
Valàquia se situa al nord del Danubi i al sud dels Carpats. El Danubi separa Valàquia de Bulgària. Altres rius d'aquesta àrea són el Jiu, l'Olt (l'antic Aluta dels llatins), l'Argeș i el Ialomița, afluents del Danubi. Els Carpats meridionals o muntanyes Bucegi cobreixen tot el nord de la regió amb els seus contraforts que separen Valàquia de Transsilvània (rom. Transilvania). Valàquia està formada per la unió de dues subregions: Oltènia o Valàquia Menor, a l'oest, i Muntènia o Gran Valàquia, a l'est, separades pel riu Olt. Quan aquesta àrea tenia independència política, estava envoltada per l'Imperi Otomà al sud, Transsilvània al nord-oest i Moldàvia al nord-est. Les ciutats principals són, a Muntènia, Bucarest (la capital estatal), Brăila (important port del Danubi), Buzău, Piteşti, Ploieşti i Târgovişte; i a Oltènia, Craiova, Drobeta-Turnu Severin, Râmnicu Vâlcea i Târgu Jiu.

## Clima
La primavera i la tardor són molt curtes, per la qual cosa gairebé sembla haver-hi només dues estacions: l'hivern i l'estiu. L'hivern dura cinc mesos, de novembre a abril; l'estiu gairebé set, comença a mitjan abril i acaba a la fi d'octubre. Durant l'hivern, el terra es troba sempre cobert de neu i s'hi registren temperatures de –26°C, i a l'estiu de 35 °C. El sòl de Valàquia és molt fèrtil i produeix un blat d'excel·lent qualitat. El bestiar és abundant, tant el boví com els xais, cabres, cavalls i altres.

## Història
- 1241: l'origen del ducat de Valàquia data d'aquest any; Radu Negru, duc de Făgăraş a l'Ardeal o Transsilvània, va arrabassar Valàquia als mongols i es va fer amo del país, a pesar dels interessos del Regne d'Hongria. Per aquest motiu, els prínceps de Valàquia es van veure obligats a defensar la seva independència contra els reis hongaresos.
- 1265: Miquel I, ban de Craiova i vassall de Radu, va ser triat a la mort d'aquest. Reuní ambdues Valàquies.
- 1284: Dan I, fill de Radu, mor combatent el rei d'Hongria Carles Robert d'Anjou, que va arrabassar a Hongria el banat de Severin.
- 1300: Alexandre I, germà de Dan, reconquistà el banat de Severin.
- 1382: Mircea I, germà de Dan II, atacà l'Imperi valacobúlgar i ajudà els turcs a destruir-lo: van destruir l'Imperi serbi a Kosovo i Mircea es veu obligat pel tractat de Nicòpolis a reconèixer-se vassall de Baiazet I, soldà dels turcs, però esclatà la guerra entre ells; la Valàquia fou envaïda pels turcs; Segimon, rei d'Hongria, acudí en socors de Mircea i en desallotjà els turcs. En socors posteriorment cridaren Segimon i Mircea als prínceps d'Europa i hi acudiren el mariscal de Boucicault, el comte de Nevers i Joan sense Por, però foren vençuts en la Batalla de Nicòpolis el 1396. Durant la batalla, veient-se perdut, Mircea es va passar a l'enemic i va prometre pagar tribut als turcs a canvi de conservar el seu ducat. Més tard va formar aliança amb Ladislau I de Nàpols contra Segimon, va enderrocar-lo del tron d'Hongria i va batre els turcs el 1398 i es va emancipar de Turquia i Hongria.

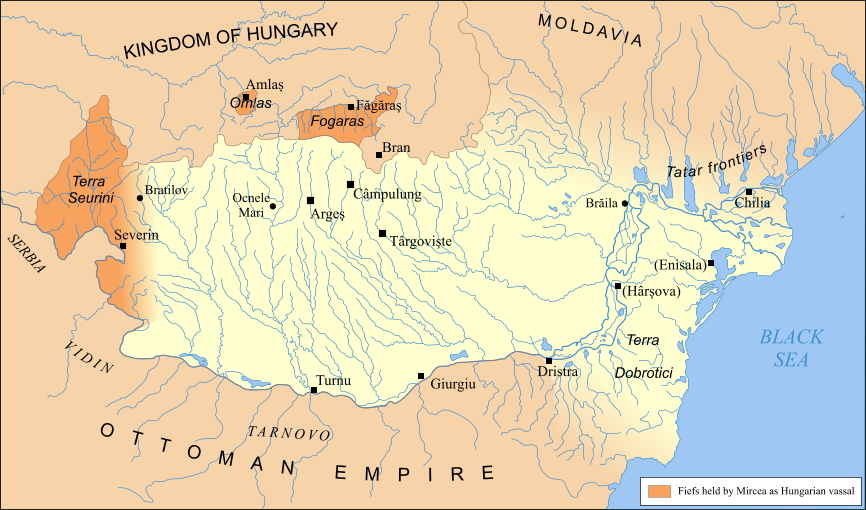
Valàquia vers el 1390

- 1446: Dan IV formà aliança amb Joan Corví d'Hongria contra els turcs, però fou derrotat el 1448 i hagué de pagar tribut.
- 1456: Vlad III, també conegut com a Vlad Ţepeş, el 1460 es reconeix pel tractat d'Adrianòpolis tributari de Mehmet II[1] i es fixen els privilegis de la província. El 1462 envaeix Bulgària i sotmet al suplici del pal 25.000 presoners. Mehmet II desallotja Vlad III.
- 1493: Radu IV, fill de Vlad V, hi és establert pels turcs; tots els seus successors obtenen la investidura dels soldans amb gran desordre.
- 1522: el príncep Radu VI forma aliança amb Moldàvia, Polònia i Hongria contra els turcs. Foren derrotats en la batalla de Mohács (1526) i es repeteix el desordre.
- 1592: Miquel IV tracta de regenerar el país sotmès als turcs i pertorbat pel desordre; els vencé el 1595, però hagué de reconèixer-se vassall del príncep de Transsilvània, Segimon Bathory. La guerra continuà: Miquel IV fou vençut i Valàquia conquistada; però finalment desallotjà els turcs i s'apoderà de Trasnsilvània el 1599 en la batalla de Şelimbăr, es recolzà en els romanesos d'aquest país contra els magiars i els saxons; conquesta Moldàvia el 1600 i funda d'aquesta manera la unitat romanesa, o sigui, les tres parts de l'antiga Dàcia reunides sota un mateix ceptre. L'obra de Miquel va durar poc, ja que una guerra desgraciada amb Polònia, les intrigues d'Àustria i dels turcs, van transformar de nou Valàquia. Miquel fou vençut i assassinat el 1601 i els tres països romanesos es van separar. La mort de Miquel IV fou el senyal de la caiguda de Romania.
- 1601: l'Imperi turc priva als boiars del dret de nomenar ells mateixos el seu hospodar i concedeix aquest títol a Simeó Movila, que és destituït pels boiars i substituït per Radu XI.
- 1610: Valàquia i Moldàvia perderen el dret d'escollir als seus prínceps i la Porta nomenà Radu XII; tant aquest com els seus successors no foren més que bajans sotmesos a la Porta fins a la intervenció russa.

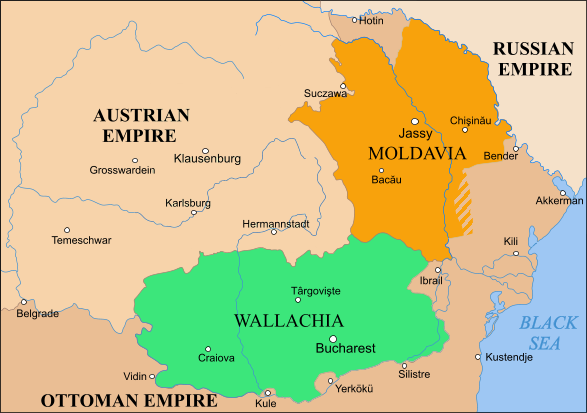
Principat de Valàquia, 1793-1812

En ascendir l'arxiduc Carles al tron imperial va haver de fer front als atacs dels turcs entre 1716-1718 i conquerí part de terres turques a Valàquia i Sèrbia, les quals perdé en la Guerra de 1737-1739.
El 1822, després de la Revolució de Valàquia de 1821, Turquia va retornar a Valàquia el dret de nomenar els seus prínceps i el primer hospodar triat fou Gregori Ghica i l'últim Gheorghe Bibescu; durant el regnat d'aquests prínceps l'esperit nacional es desperta i de l'odi cap als turcs es va passar al menyspreu dels russos, veritables dominadors del principat.
El 23 de juny de 1848 els valacs es van revoltar contra el príncep Gheorghe Bibescu, partidari de Rússia, però van vèncer els insurrectes i va acceptar la constitució, que li va ser presentada. Posteriorment es va nomenar un govern provisional però els russos van envair Valàquia; la Porta va enviar un cos d'exèrcit i la revolució va quedar suprimida i es va abolir l'antiga constitució, el país va ser militarment ocupat i va esclatar una lluita entre les dues corts de Sant Petersburg i Constantinoble; la primera volia fer vassalls els principats i la segona mantenir la seva independència tan necessària a la seva seguretat. Finalment, l'acta d'1 de maig de 1849 va arreglar la qüestió. Es va decidir que l'estatut orgànic o reglamentat, obra de la Rússia, la iniquitat de la qual havia produït la revolució de 1848, es revisaria; que els hospodars serien nomenats per la Porta d'acord amb Rússia, però que al cap de set anys, l'elecció d'aquells seria restituïda als principats i a les seves assemblees representatives. El 1849 Barbo-Stiberg fou nomenat hospodar en virtut del tractat anterior. Després Rússia, convertint una qüestió religiosa en política, va provocar una guerra contra Turquia.

## Llengua
Els etnòlegs atribueixen als habitants de Valàquia un origen romanoeslau i l'idioma dacoromanès (de l'antiga Dàcia). Els dacis i els getes parlaven un dialecte de l'eslau, però els colons romans del segle ii enviats per Trajà van introduir a Valàquia la seva llengua, que es va fusionar amb la dels indígenes, i ha arribat a ser una branca de les llengües neollatines o romàniques.
En l'idioma vulgar d'aquelles comarques dominà un llatí corromput amb multitud d'arrels eslaves al costat de les llatines i arrels gòtiques, gregues i turques, origen de l'actual romanès. Segons Johann Thunmann, en la seva Història dels pobles de l'Europa oriental, per l'estudi dels dialectes romanesos es pot calcular que la proporció d'arrels llatines és la meitat del vocabulari de la llengua. Pel que fa a l'altra meitat estaria formada per tres vuitenes parts d'arrels gregues, dues vuitenes parts d'arrels gòtiques, eslaves i turques i les tres últimes parts de la resta, per una llengua morta, relacionada amb l'albanès.